# Consorcio de Transporte Metropolitano del Área de Sevilla
El Consorcio de Transportes del Área de Sevilla, constituido en el mes de marzo de 2001, tiene por objeto articular la cooperación económica, técnica y administrativa entre las administraciones consorciadas, a fin de ejercer de forma coordinada las competencias que les corresponden en materia de creación y gestión de las infraestructuras y de los servicios de transportes en el ámbito territorial de los municipios consorciados. 
Desde septiembre de 2002, tiene atribuidas las competencias de gestión de las líneas de autobuses metropolitanos en el área metropolitana de Sevilla. Desde el año 2010 gestiona la estación de autobuses de Plaza de Armas, constituida como la principal intercambiador de transporte metropolitano.
Legalmente está configurado como una entidad de derecho público de carácter asociativo, dotada de personalidad jurídica independiente de la de sus miembros, patrimonio propio, administración autónoma y tan amplia capacidad jurídica de derecho público y derecho privado como requiera la realización de sus fines.
La oficina administrativa se encuentra en la estación de autobuses Plaza de Armas, con horario de lunes a viernes de 07:30 a 15:00. El teléfono de contacto es 955 05 33 90.

## Ámbito territorial
Actualmente las administraciones consorciadas son la Junta de Andalucía (45%), la Diputación Provincial de Sevilla (5%) y los Ayuntamientos de Sevilla, Dos Hermanas, Alcalá de Guadaíra, Alcalá del Río, Los Palacios y Villafranca Mairena del Aljarafe, Camas, Coria del Río, San Juan de Aznalfarache, Tomares, Castilleja de la Cuesta, La Algaba, Puebla del Río, Gines, Bormujos, Benacazón, Huévar del Aljarafe, Carrión de los Céspedes, Aznalcázar, Pilas, Gerena, Guillena, El Viso del Alcor, Villamanrique de la Condesa, Castilleja del Campo, Aznalcóllar, Umbrete, Villanueva del Ariscal, Isla Mayor, Carmona, Brenes, Bollullos de la Mitación, La Rinconada, Olivares, Salteras, Sanlúcar la Mayor, Santiponce, Valencina de la Concepción, Gelves, Espartinas, Palomares, Almensilla, Villanueva del Ariscal y Castilleja de Guzmán (50%).

## Tarjeta del Consorcio
La tarjeta del Consorcio permite realizar viajes en los autobuses metropolitanos, en el Metro, en los transportes urbanos de Sevilla (Tussam), Dos Hermanas, Alcalá de Guadaíra y La Rinconada, y adquirir billetes de Cercanías. Utilizando la tarjeta el coste es menor que adquiriendo billetes individuales, y se pueden realizar transbordos entre los distintos medios de transporte (o diferentes líneas de un mismo medio). En caso de realizar transbordo, el precio de cada trayecto posterior se va reduciendo. La tarjeta funciona como una tarjeta monedero sin contacto recargable, de la que se va descontando saldo según se van realizando viajes.
La tarjeta del consorcio también puede ser utilizada en los otros consorcios de transporte metropolitanos de Andalucía, correspondientes al área de Málaga, Bahía de Cádiz, Campo de Gibraltar, área de Granada, área de Jaén, área de Almería, área de Córdoba y Costa de Huelva.

## Autobuses metropolitanos

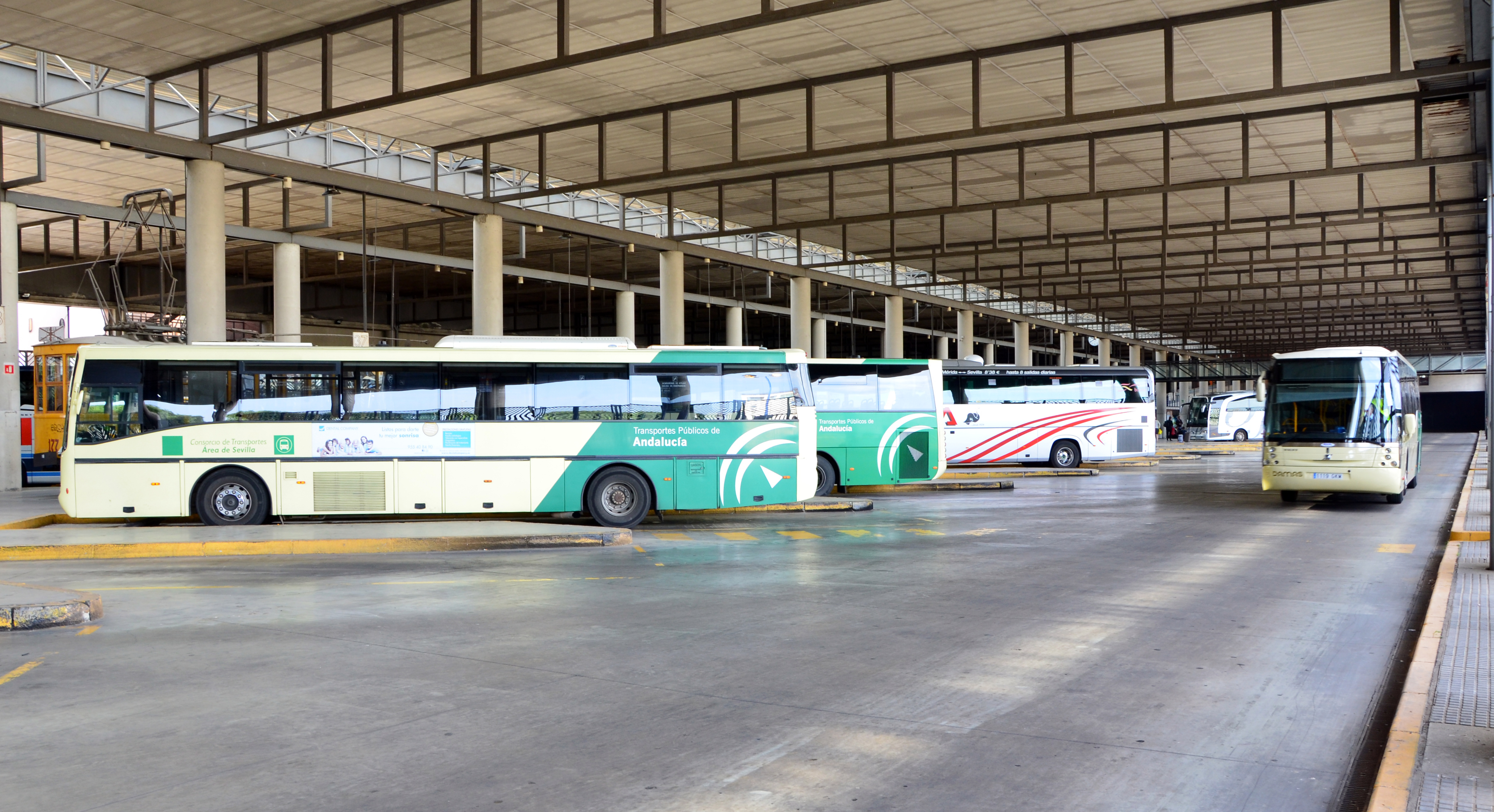
Autobuses del Consorcio estacionados en Plaza de Armas.

En 2018, el consorcio gestionaba 62 líneas regulares de autobuses metropolitanos a 45 municipios del área metropolitana. En días laborables, se realizaban un total 1.988 viajes de ida y vuelta, 1.033 los sábados y 773 los domingos, y que fueron utilizados por 10.238.421 viajeros, lo que supone un incremento del 2,3% con respecto al año anterior.
Los autobuses del Consorcio tienen una antigüedad media de 5,9 años y el 95% están adaptados para personas de movilidad reducida. Se identifican por ser de color amarillo verdoso (Pantone 460) y llevar el logo del Consorcio.
En 2018 existen 1.120 paradas de  autobuses metropolitanos, todas ellas señalizadas con postes, y algo más de la mitad cuentan además con marquesinas y bancos.
| Línea  | Recorrido | Observaciones                        | Operador             |
| ------ | --- | ------------------------------------ | -------------------- |
| M-101A | Bormujos - Castilleja de la Cuesta - Tomares - San Juan de Aznalfarache - Mairena del Aljarafe                           | Circular sentido A                   | Damas                |
| M-101B | Bormujos - Mairena del Aljarafe - San Juan de Aznalfarache - Tomares - Castilleja de la Cuesta                           | Circular sentido B                   | Damas                |
| M-102A | Circular Aljarafe | Circular sentido A                   | Damas - Transtres    |
| M-102B | Circular Aljarafe | Circular sentido B                   | Damas - Transtres    |
| M-104  | Alcalá de Guadaíra - Hospital de Valme                                                                                   | -                                    | Damas                |
| M-105  | Salteras - Bormujos - Mairena del Aljarafe                                                                               | -                                    | Damas                |
| M-106  | Carmona - El Viso del Alcor - Mairena del Alcor - Alcalá de Guadaíra                                                     | -                                    | Casal                |
| M-107  | Aznalcóllar - Bormujos                                                                                                   | Servicio a la demanda                | Damas - Abascal Caro |
| M-108  | Tomares - San Juan de Aznalfarache                                                                                       | Hasta estación de San Juan Alto      | Damas                |
| M-108B | Tomares - San Juan de Aznalfarache                                                                                       | Hasta estación de San Juan Bajo      | Damas                |
| M-110  | Sevilla - La Algaba | -                                    | Abascal Caro         |
| M-111  | Sevilla - San José de la Rinconada                                                                                       | Por El Gordillo                      | Casal                |
| M-111  | Sevilla - San José de la Rinconada                                                                                       | Directo                              | Casal                |
| M-112  | Sevilla - San José de la Rinconada                                                                                       | Por La Rinconada                     | Casal                |
| M-112  | Sevilla - La Rinconada                                                                                                   | Directo                              | Casal                |
| M-114  | Sevilla - La Algaba - Torre de la Reina                                                                                  | -                                    | Abascal Caro         |
| M-115  | Sevilla - La Rinconada - Alcalá del Río                                                                                  | -                                    | Casal                |
| M-115  | Sevilla - San José de la Rinconada - La Rinconada - Alcalá del Río                                                       | -                                    | Casal                |
| M-120  | Sevilla - Alcalá de Guadaíra - San Rafael - Santa Genoveva                                                               | -                                    | Casal                |
| M-120  | Sevilla - Alcalá de Guadaíra - San Rafael                                                                                | -                                    | Casal                |
| M-121  | Sevilla - Alcalá de Guadaíra                                                                                             | -                                    | Casal                |
| M-122  | Sevilla - Alcalá de Guadaíra                                                                                             | Directo                              | Casal                |
| M-123A | Sevilla - Alcalá de Guadaíra                                                                                             | Por Quintillo                        | Casal                |
| M-123B | Alcalá de Guadaíra - Universidad Pablo de Olavide                                                                        | -                                    | Casal                |
| M-124  | Sevilla - Carmona | -                                    | Casal                |
| M-124  | Sevilla - El Viso del Alcor - Carmona                                                                                    | -                                    | Casal                |
| M-124  | Sevilla - Carmona - La Campana                                                                                           | Directo                              | Casal                |
| M-124  | Sevilla - Carmona | Por Aerópolis                        | Casal                |
| M-124  | El Corzo - La Celada - Sevilla                                                                                           | Servicio a demanda                   | Casal                |
| M-126  | Sevilla - El Viso del Alcor                                                                                              | -                                    | Casal                |
| M-130A | Sevilla - Montequinto | -                                    | Casal                |
| M-130A | Sevilla - Montequinto | Por Universidad Pablo de Olavide     | Casal                |
| M-130B | Sevilla - Montequinto | Por Olivar de Quintos                | Casal                |
| M-130B | Sevilla - Montequinto | Por Olivar de Quintos y U.P.O.       | Casal                |
| M-130B | Sevilla - Montequinto | Por Olivar de Quintos y Echaguy      | Casal                |
| M-131  | Sevilla - Dos Hermanas                                                                                                   | Directo                              | Interbús Damas       |
| M-131  | Sevilla- Dos Hermanas | Por Hospital Tomillar                | Interbús Damas       |
| M-132A | Sevilla - Dos Hermanas                                                                                                   | Por barriadas                        | Interbús Damas       |
| M-132B | Sevilla - Fuente del Rey - Dos Hermanas                                                                                  | Por Polígono La Isla                 | Interbús Damas       |
| M-132B | Sevilla - Fuente del Rey - Dos Hermanas                                                                                  | Por Polígono La Isla, Crown y Copero | Intebús Damas        |
| M-133  | Sevilla - Dos Hermanas - Montequinto                                                                                     | Por Echaguy                          | Interbús Damas       |
| M-133  | Sevilla - Dos Hermanas                                                                                                   | Por Olivar de Quintos                | Interbús Damas       |
| M-134  | Sevilla - Los Palacios y Villafranca                                                                                     | -                                    | Interbús Damas       |
| M-134  | Sevilla - Los Palacios y Villafranca                                                                                     | Directo por A-4                      | Interbús Damas       |
| M-134  | Hospital Tomillar - Dos Hermanas - Los Palacios y Villafranca                                                            | -                                    | Interbús Damas       |
| M-140  | Sevilla - La Puebla del Río                                                                                              | Por peña bética                      | Tranvías de Sevilla  |
| M-141  | Sevilla - La Puebla del Río                                                                                              | -                                    | Tranvías de Sevilla  |
| M-142  | Sevilla - Coria del Río                                                                                                  | Por Ciudad Expo                      | Tranvías de Sevilla  |
| M-142  | Sevilla - Coria del Río - La Puebla del Río                                                                              | -                                    | Tranvías de Sevilla  |
| M-142B | Sevilla - Coria del Río                                                                                                  | Por Gelves                           | Tranvías de Sevilla  |
| M-143  | Sevilla - Isla Mayor | -                                    | Tranvías de Sevilla  |
| M-151  | Sevilla - Urbanización Puebla del Marqués                                                                                | -                                    | Tranvías de Sevilla  |
| M-152  | Sevilla - Palomares del Río                                                                                              | -                                    | Tranvías de Sevilla  |
| M-152  | Sevilla - Urbanización Puebla del Marqués - Palomares del Río                                                            | -                                    | Tranvías de Sevilla  |
| M-152  | Sevilla - Urbanización Puebla del Marqués - Palomares del Río - Coria del Río                                            | -                                    | Tranvías de Sevilla  |
| M-153  | Sevilla - Palomares del Río - Almensilla                                                                                 | -                                    | Tranvías de Sevilla  |
| M-153  | Sevilla - Urbanización Puebla del Marqués - Palomares del Río - Almensilla                                               | -                                    | Tranvías de Sevilla  |
| M-154  | Sevilla - San Juan de Aznalfarache - Mairena del Aljarafe - Tomares                                                      | Circular                             | Tranvías de Sevilla  |
| M-155  | Sevilla - Almensilla | -                                    | Tranvías de Sevilla  |
| M-157  | Sevilla - Tomares - Bollullos de la Mitación                                                                             | -                                    | Damas                |
| M-157  | Sevilla - Tomares - Hospital de Bormujos - Bollullos de la Mitación                                                      | -                                    | Damas                |
| M-158  | Sevilla - Bormujos - Bollullos de la Mitación                                                                            | -                                    | Damas                |
| M-158  | Sevilla - Bormujos - Bollullos de la Mitación                                                                            | Por El Barrero                       | Damas                |
| M-159  | Sevilla - Castilleja de la Cuesta - Bormujos - Bollullos de la Mitación                                                  | Por El Barrero                       | Damas                |
| M-159  | Sevilla - Bollullos de la Mitación                                                                                       | Por A-49                             | Damas                |
| M-160  | Sevilla - Gines | -                                    | Damas                |
| M-161  | Sevilla - Tomares | -                                    | Damas                |
| M-161  | Sevilla - Tomares | Por rotonda Canal Sur                | Damas                |
| M-162  | Sevilla - Tomares - Bormujos                                                                                             | -                                    | Damas                |
| M-163  | Sevilla - Bormujos | -                                    | Damas                |
| M-163  | Sevilla - Bormujos | Solo hasta Nueva Sevilla             | Damas                |
| M-164  | Sevilla - Tomares - Bormujos                                                                                             | Por Santa Eufemia                    | Damas                |
| M-165  | Sevilla - Castilleja del Campo                                                                                           | -                                    | Damas                |
| M-166  | Sevilla - Sanlúcar la Mayor                                                                                              | Directo por A-49                     | Damas                |
| M-166  | Sevilla - Gines - Espartinas - Villanueva del Ariscal - Sanlúcar la Mayor                                                | -                                    | Damas                |
| M-166  | Sevilla - Gines - Espartinas - Villanueva del Ariscal - Sanlúcar la Mayor                                                | Por Hospital de Bormujos             | Damas                |
| M-166  | Sevilla - Coca de la Piñera - Castilleja de la Cuesta - Gines - Espartinas - Sanlúcar la Mayor                           | -                                    | Damas                |
| M-167  | Sevilla - Gines - Espartinas - Villanueva del Ariscal                                                                    | Por Hospital de Bormujos             | Damas                |
| M-167  | Sevilla - Gines - Espartinas - Villanueva del Ariscal                                                                    | -                                    | Damas                |
| M-167  | Sevilla - Gines - Espartinas - Villanueva del Ariscal                                                                    | Hasta Cuatro Caminos                 | Damas                |
| M-167  | Sevilla - Coca de la Piñera - Castilleja de la Cuesta - Gines - Espartinas - Villanueva del Ariscal                      | -                                    | Damas                |
| M-168  | Sevilla - Coca de la Piñera - Castilleja de la Cuesta - Gines - Espartinas - Umbrete - Benacazón                         | -                                    | Transtres            |
| M-168  | Sevilla - Umbrete - Benacazón                                                                                            | Por A-49                             | Transtres            |
| M-169  | Sevilla - Bormujos - Bollullos de la Mitación - Aznalcázar - Pilas                                                       | -                                    | Damas                |
| M-169  | Sevilla - Bormujos - Bollullos de la Mitación - Aznalcázar - Pilas - Villamanrique de la Condesa                         | -                                    | Damas                |
| M-169  | Sevilla - Aznalcázar - Pilas - Villamanrique de la Condesa                                                               | Por A-49                             | Damas                |
| M-169B | Sanlúcar la Mayor - Aznalcázar - Pilas - Villamanrique de la Condesa                                                     | Servicio a demanda                   | Damas                |
| M-170A | Sevilla - Camas | -                                    | Damas                |
| M-170A | Sevilla - Camas - Santiponce                                                                                             | -                                    | Damas                |
| M-170A | Sevilla - Santiponce | -                                    | Damas                |
| M-170B | Sevilla - Santiponce - Las Pajanosas                                                                                     | -                                    | Damas                |
| M-173  | Camas - Castilleja de la Cuesta                                                                                          | Circular                             | Damas                |
| M-173B | Camas - San Juan de Aznalfarache                                                                                         | Hasta San Juan Bajo                  | Damas                |
| M-174  | Sevilla - Camas - Las Pilas - La Gloria                                                                                  | -                                    | Damas                |
| M-175  | Sevilla - Camas - Salteras - Olivares - Albaida del Aljarafe                                                             | -                                    | Damas                |
| M-175  | Sevilla - Camas - Valencina de la Concepción - Salteras - Olivares - Albaida del Aljarafe                                | Por estación de Salteras             | Damas                |
| M-175  | Valencina de la Concepción - Sevilla                                                                                     | Por Señorío de Guzmán                | Damas                |
| M-175  | Albaida del Aljarafe - Olivares - Salteras - Valencina de la Concepción - Gines - Castilleja de Guzmán - Camas - Sevilla | -                                    | Damas                |
| M-175  | Camas - Sevilla | -                                    | Damas                |
| M-176  | Sevilla - Camas - Gerena - Aznalcóllar                                                                                   | -                                    | Abascal Caro         |
| M-176  | Sevilla - Sanlúcar la Mayor - Aznalcóllar                                                                                | -                                    | Abascal Caro         |
| M-176  | Sevilla - Camas - Polígono Los Girasoles - Gerena - Aznalcóllar                                                          | -                                    | Abascal Caro         |
| M-176  | Sevilla - Gerena - Aznalcóllar                                                                                           | Directo                              | Abascal Caro         |
| M-177  | Sevilla - Camas - Polígono Los Girasoles - Guillena - Torre de la Reina                                                  | Sentido Sevilla                      | Abascal Caro         |
| M-177  | Sevilla - Camas - Polígono Los Girasoles - Guillena                                                                      | -                                    | Abascal Caro         |
| M-177  | Sevilla - Camas - Guillena - Torre de la Reina                                                                           | -                                    | Abascal Caro         |
| M-177  | Sevilla - Guillena - Torre de la Reina                                                                                   | -                                    | Abascal Caro         |
| M-177  | Sevilla - Camas - Guillena                                                                                               | -                                    | Abascal Caro         |
| M-177  | Sevilla - Guillena | Directo                              | Abascal Caro         |
| M-216  | Sevilla - Brenes | -                                    | Carjema Caro         |
| M-221  | Sevilla - Utrera | Por Quintillo                        | Casal                |
| M-221  | Sevilla - Alcalá de Guadaíra - Utrera                                                                                    | -                                    | Casal                |

## Zonas tarifarias

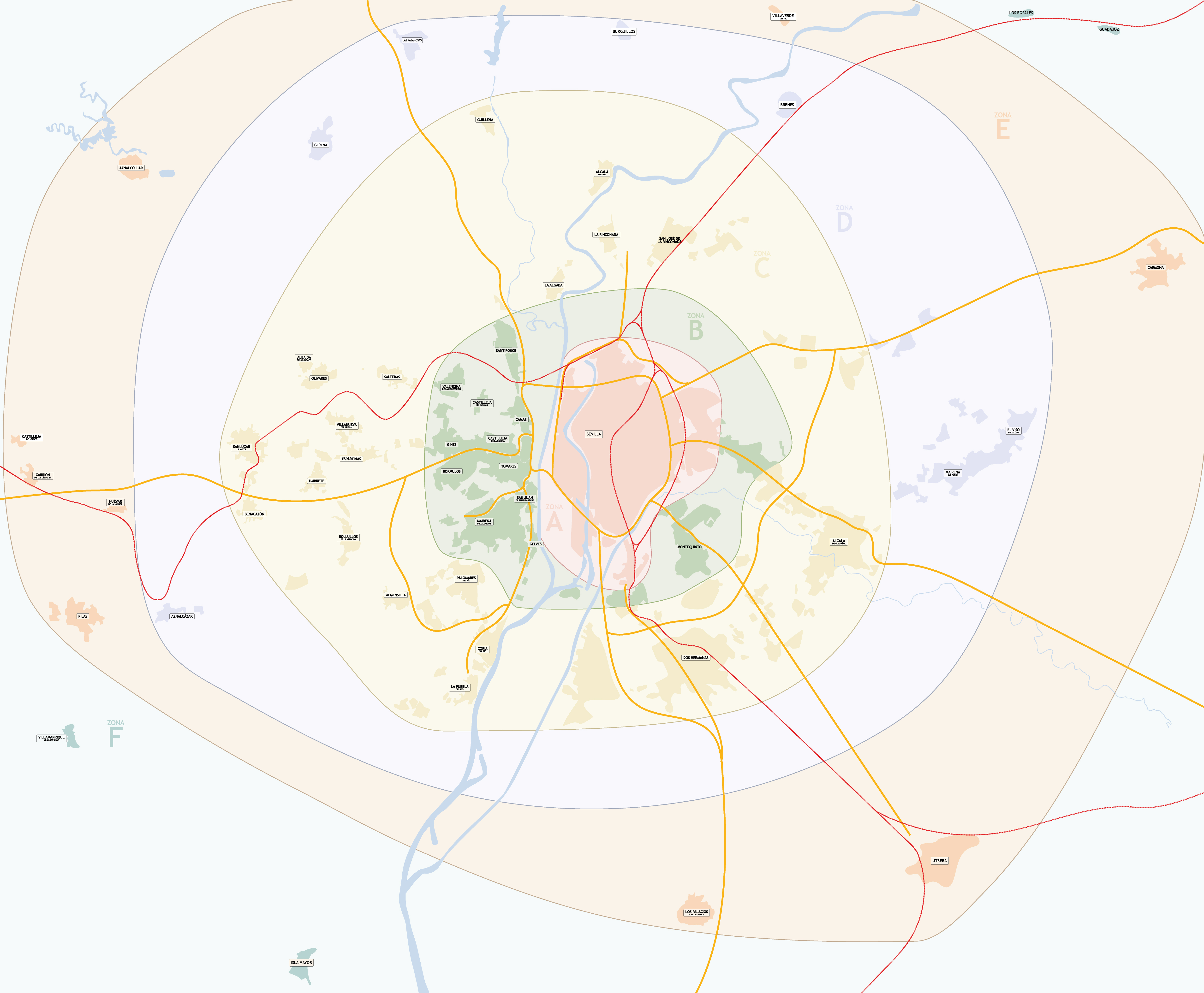
Zonas tarifarias del Consorcio de Transportes del Área de Sevilla.

El área de prestación del Consorcio se estructura en 6 coronas concéntricas, de la A a la F. La corona A se corresponde con Sevilla capital, la B se corresponde con los municipios limítrofes con Sevilla capital (la conurbación del Aljarafe y Montequinto), la C con aquellos un poco más alejados (la segunda corona del Aljarafe, Dos Hermanas, Alcalá de Guadaira, La Rinconada y La Algaba), y así sucesivamente hasta la zona F.
El coste de un trayecto depende del número de saltos entre zonas que se realicen, independientemente de la zona que sea.

## Préstamo de bicicletas
El servicio de préstamo de bicicletas bus+bici del Consorcio está disponible a todas aquellas personas que hayan utilizado algún medio de transporte del Consorcio con la tarjeta. Presentando la misma, se permite utilizar una de las 180 bicicletas disponibles de forma gratuita, que deberá ser devuelta en el mismo día del préstamo.